# Ehud Manor
Ehud Manor (hebreo: אהוד מנור; nacido Ehud Weiner); (Binyamina, Mandato británico de Palestina, 13 de julio de 1941 - Israel, 12 de abril de 2005) fue un letrista, traductor, poeta y personalidad de radio y televisión israelí. Es ampliamente considerado como el letrista más prolífico de Israel de todos los tiempos, habiendo escrito o traducido más de un millar de canciones. En 1998, recibió el Premio Israel por sus contribuciones excepcionales a la música israelí .

## Biografía
Ehud Weiner (más tarde Manor) nació en Binyamina, en ese entonces bajo dominio británico (actual Israel). Tenía dos hermanos, Ze'ev y Yehuda. Se graduó de la Escuela Hebrea Reali en Haifa en 1959. Estuvo casado con la actriz Ofra Fuchs durante 40 años; juntos, tuvieron tres hijos: Gali, Libby y Yehuda (Yadi), quien recibió su nombre del difunto hermano de Manor, un soldado caído en la Guerra de Desgaste en 1968. El otro hermano de Ehud, Ze'ev, se suicidó en 2003 como resultado de problemas económicos.
Ehud Manor, que había fumado mucho, fue diagnosticado con cáncer de pulmón a principios de la década de 2000. Aunque se recuperó, el tratamiento contra el cáncer debilitó su corazón y murió repentinamente el 12 de abril de 2005, a los 63 años, de un paro cardíaco.

## Carrera musical y de composición
Ehud Manor comenzó a trabajar para la radio de Israel en la década de 1960 como editor musical. Cambió su apellido a Manor ya que era costumbre en ese momento que los locutores de radio adoptaran nombres hebreos.
Durante su carrera, escribió la letra de más de 1250 canciones hebreas, incluidas "Ein Li Eretz Acheret" (No tengo otro país), "Brit Olam" (Pacto eterno), "Ba-Shanah ha-Ba'ah" (El próximo año) que se convirtió en un estándar internacional, "Zo Yalduti HaShniya" (Esta es mi segunda infancia) y "Ahi HaTza'ir Yehuda" (Mi hermano menor Yehuda). Este último fue escrito en memoria de su hermano, quien resultó muerto durante su servicio militar en 1968.
Ehud Manor escribió la letra de varias entradas israelíes del Festival de la Canción de Eurovisión, incluida la ganadora de 1978 "Abanibi", la entrada de 1975 "At Va'Ani" ("Tu y yo") con Shlomo Artzi, la entrada de 1983 "Jai " (Vida) y la canción de 1992 "Ze Rak Sport" (Es solo deporte).

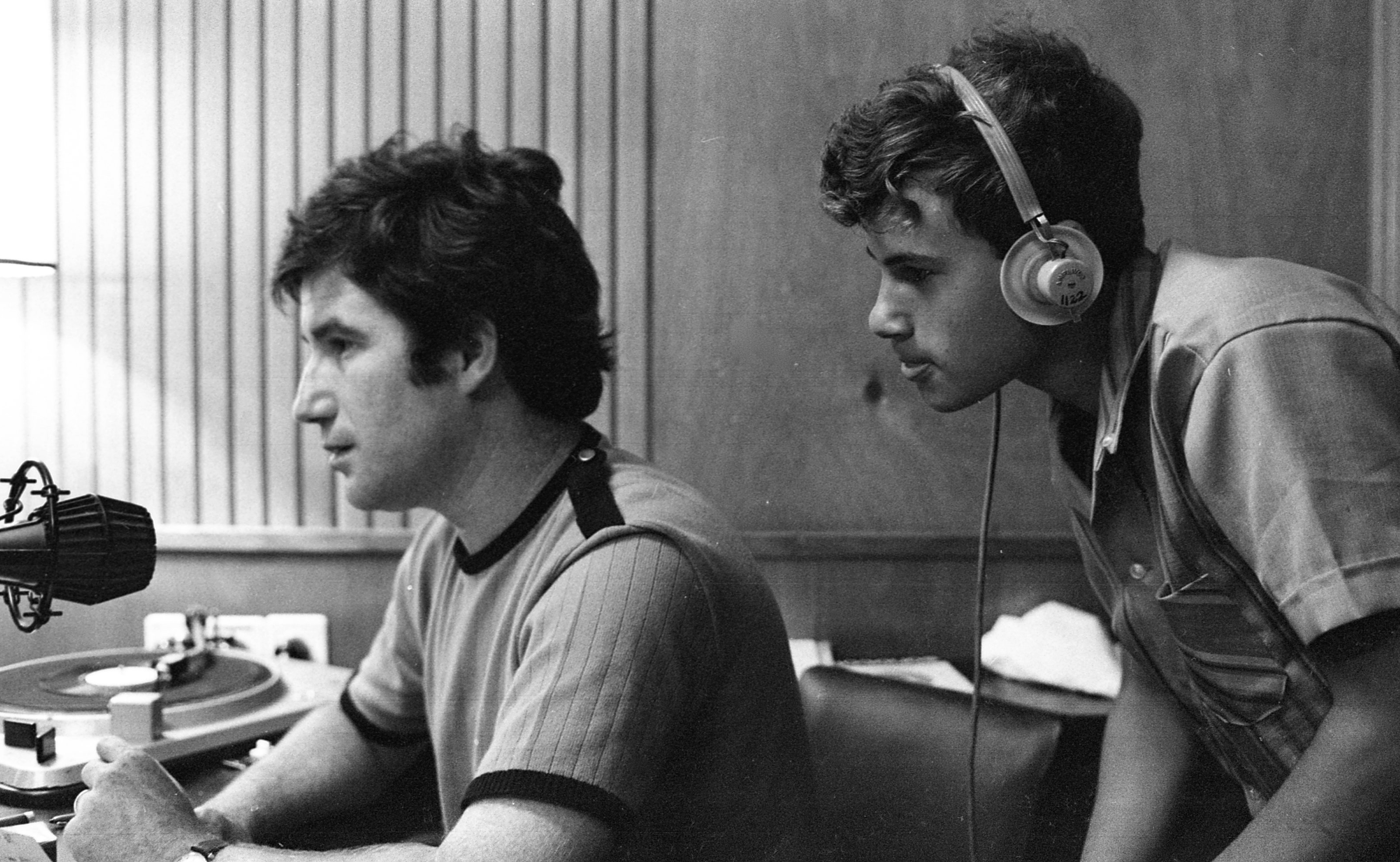
Ehud Manor en su programa de radio nocturno, 1969

Varias de sus canciones conmemoran sus buenos recuerdos de su infancia en Binyamina, la más famosa de las cuales es "Yemey Binyamina" (Los días de Binyamina). Varias calles y rotondas de su pueblo natal llevan su nombre y la de sus canciones.

## Carrera literaria
También un traductor exitoso, Manor tradujo más de 600 obras al hebreo, incluidos éxitos de Broadway como Cabaret, Hair y Les Misérables. Además, tradujo canciones de Barney al hebreo para la coproducción israelí "Hachaverim Shel Barney" (Los amigos de Barney).
Otras traducciones famosas de Manor fueron el programa musical de 1977 "Eretz Tropit Yafa" (lit. "Un hermoso país tropical", cuyo tema fue una traducción de "País Tropical" de Jorge Ben) que consistió en sus traducciones de famosas canciones brasileñas, varias de las cuales se convirtieron en grandes éxitos en Israel; y el programa de televisión israelí de 1982 "Valle del río rojo" en el que tradujo canciones country famosas, una de las cuales, "John Biryon" (lit. "John el fuerte", una traducción de "Big Bad John " de Jimmy Dean), también se convirtió en un gran éxito.

## Premios y reconocimientos

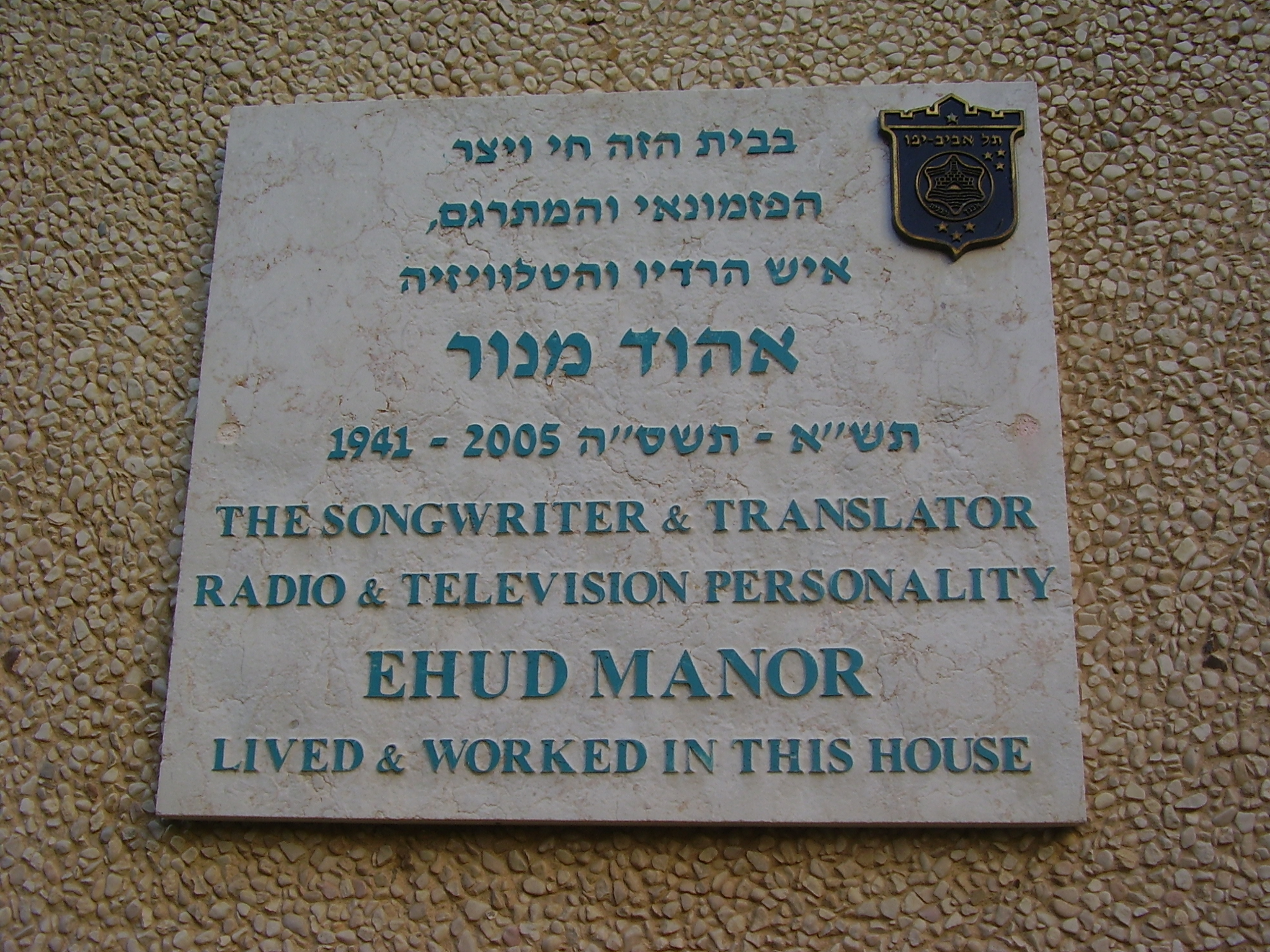
Una placa conmemorativa en el edificio de Tel Aviv donde vivió y trabajó Manor

En 1998, Manor recibió el Premio Israel de canción hebrea. El comité del premio señaló que "Durante los últimos 30 años, ha expresado nuestro estado de ánimo a través de los cientos de canciones que ha escrito junto con los mejores compositores. El hombre que declaró que no tenía otro país, es el laureado con el Premio Israel". Las palabras del comité se refieren a una de sus canciones más famosas, Ein Li Eretz Acheret (No tengo otro país), que se considera un clásico patriótico en Israel: la letra describe a un hombre que ama a Israel y el idioma hebreo, a pesar de las críticas que tiene hacia su país.
Poco antes de morir, Manor fue elegido para recibir un doctorado honorario de la Universidad Bar-Ilan en reconocimiento a su prolífica actividad en el campo de la música hebrea.
Las canciones de Manor son las más reproducidas en la radio israelí.
El 28 de octubre de 2019, la presidenta de la Cámara de Representantes de EE. UU., Nancy Pelosi, recitó un pasaje de No tengo otro país durante una gala de J-Street. El 13 de enero de 2021, volvió a recitar líneas de la canción instando a sus "colegas republicanos a finalmente abrir los ojos" con respecto al presidente Donald Trump. El 24 de junio de 2022, volvió a recitar líneas de la canción tras el fallo de la Corte Suprema en Dobbs v. Jackson Women's Health Organization, que anuló dos casos importantes (Roe v Wade y Planned Parenthood v. Casey ) sobre el aborto en los Estados Unidos. Ella conoció la canción a través de Isaac Herzog, entonces líder del Partido Laborista de Israel en diciembre de 2016.